# منتجع موفنبيك البتراء
يقع منتجع موفنبيك البترا عند مدخل مدينة البتراء التاريخية، في منطقة وادي موسى، ويبعد 90 كم عن مطار الملك حسين الدولي و 200 كم عن مطار الملكة علياء الدولي. افتتح عام 1996 وهو مصنف من فئة 5-نجوم.
يمتاز منتجع موفنبيك بعمارة شرقية استخدمت فيها الحجارة الطبيعية والأعمال الخشبية المشغولة يدوياً برزت فيها العمارة الإسلامية والأرابيسك.
يضم الفندق 183 غرفة و28 جناحاً و7 مطاعم.

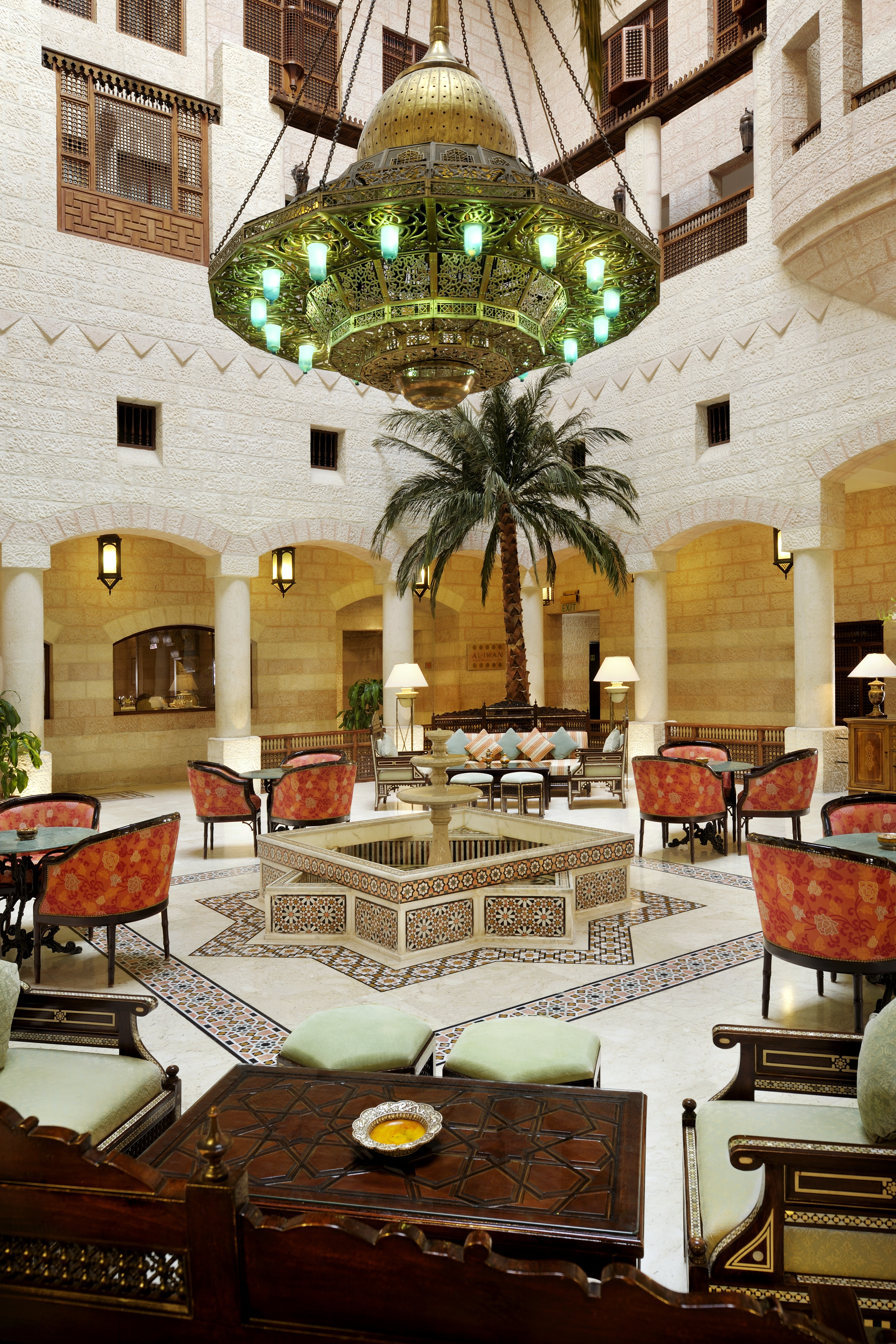
من داخل فندق موفنبيك البتراء حيث يبرز أسلوب العمارة الإسلامية